# 中国人民解放军陆军第六十七集团军
中国人民解放军陆军第六十七集团军（中国人民解放军35276部队），隶属济南军区，军部驻山东省淄博市博山镇。1999年撤销编制。

## 沿革

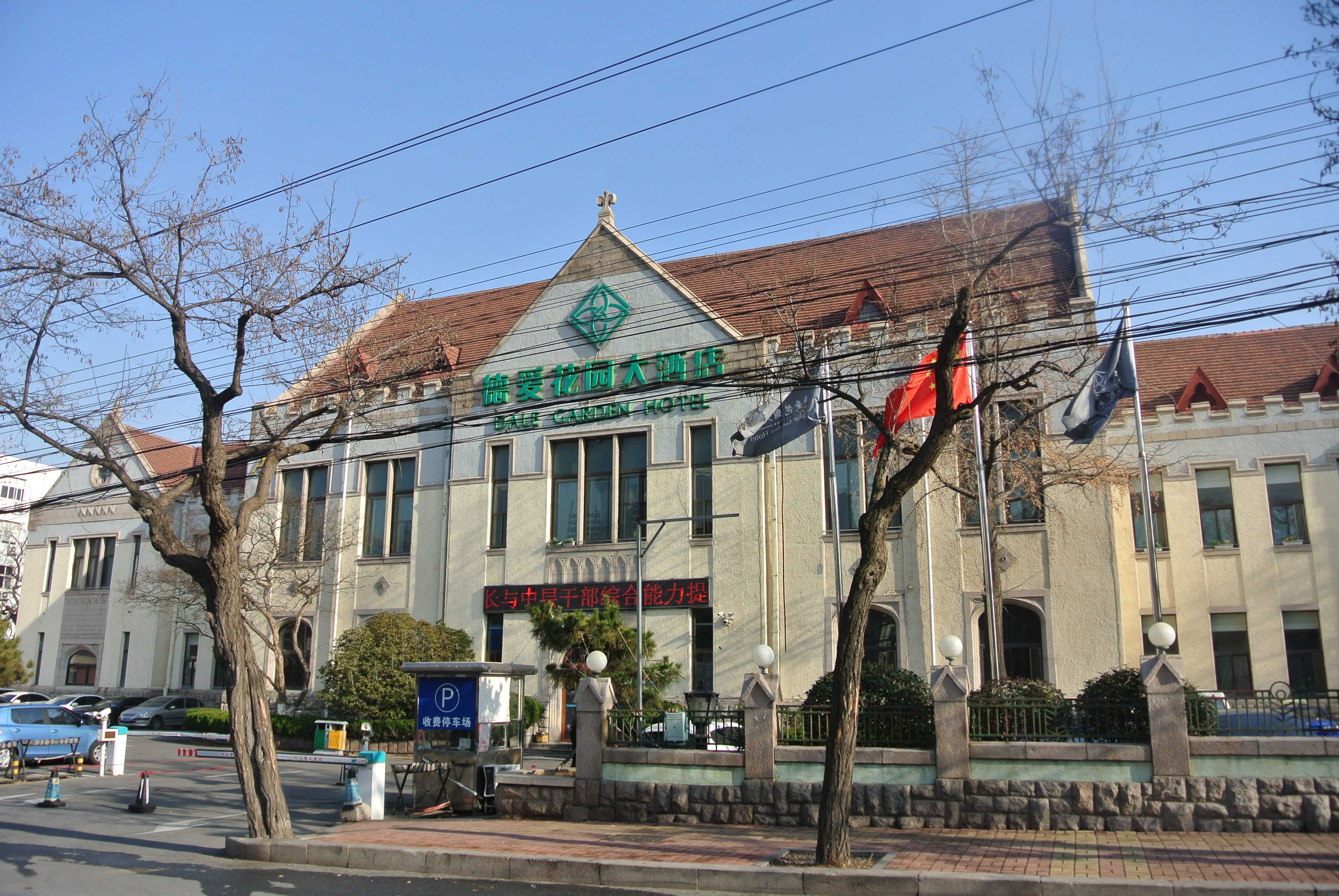
青岛武定路29号原六十七军军部（1954-1970）兼青岛卫戍区址

陆军第六十七集团军原为晋察冀军区第二纵队，参加第二次国共内战华北战场。1951年，参加抗美援朝战争，并于1953年参加金城戰役，迫使美军第7师因伤亡惨重撤出战斗。1954年9月，六十七军从朝鲜回国，军部驻山东青岛。1970年3月军部移驻淄博。1980年，参加两山战役。1985年6月初，率第一九九师、一三八师接替第一军坚守老山阵地，于1986年4月底撤离阵地。
1999年，集团军被裁撤。一九九师保留编制并入陆军第二十六集团军。

## 编制
1998年被裁撤前，陆军第六十七集团军编制如下：
- 集团军直属部队
  - 工兵团
  - 通信团
  - 司机卫生员训练大队
  - 教导队
- 摩托化步兵第一九九师
- 步兵第二〇〇师
- 坦克第八师
- 炮兵旅
- 高炮旅

## 历任领导

### 晋察冀军区 第一纵队
| 司令员 - 郭天民（1946年7月—1947年1月） - 杨得志（1947年1月—1947年8月） - 陈正湘（1947年8月—1949年2月） 副司令员 参谋长 | 政治委员 - 郭天民（1946年7月—1947年1月） - 李志民（1947年1月—1949年2月） 副政治委员 政治部主任 |

### 陆军第六十七军
| 军长 - 韩伟（1949年2月—1950年12月） - 李湘（代50年12月—1952年9月） - 邱蔚（1952年9月—1955年2月） - 李水清（1955年2月—1968年2月） - 齐威（1968年2月—1978年5月） - 陈新华（1978年5月—1983年5月） 副军长 - 索立波 参谋长 | 政治委员 - 旷伏兆（1949年2月—1954年6月） - 钟华农（1954年6月—1959年6月，代理政治委员） - 钟炳昌（1959年6月—1966年2月） - 陈继德（1966年2月—1968年1月） - 王金泉（1968年1月—1976年11月） - 康成山（1976年11月—1983年5月） 副政治委员 政治部主任 |

### 陆军第六十七集团军
| 军长 - 张志坚（1983年5月—1985年6月） - 吴玉谦（1985年8月—1990年6月） - 沈兆吉（1990年7月—1993年12月） - 唐烈辉（1993年12月—1998年10月） 副军长 - 高中兴（1985年6月—1990年6月） - 黄栋甲（1991年12月—1998年6月） - 李凤龙（1993年12月—1998年10月） - 席科茹（1996年7月—1998年10月） 参谋长 - 粟戎生（1985年8月—1989年4月） - 高中兴（1989年4月—1990年6月） - 席科茹（1994年5月—1996年7月） - 谈文虎（1996年7月—1998年10月） | 政治委员 - 周克玉（1983年5月—1985年1月） - 姜福堂（1985年1月—1985年8月） - 李广生（1985年8月—1988年8月） - 杜铁环（1988年8月—1992年10月） - 李学通（1992年10月—1998年10月） 副政治委员 - 何法祥（1985年8月—1991年11月） - 杜铁环（1985年8月—1988年8月） - 陶方桂（1995年7月—1997年12月） - 张纪根（1995年12月—1998年10月） 政治部主任 - 张鈺钟（1985年8月—1988年12月） - 何法祥（1988年12月—1991年11月） - 陶方桂（1991年11月—1995年7月） - 徐进（1995年7月—1998年3月） - 穆振河（1998年3月—1998年10月） |

### 陆军第六十七集团军善后办公室
| 主任 - 席科茹（1998年10月—2000年8月） | 政治委员 - 穆振河（1998年10月—2000年8月） |

## 延伸阅读
- 陆军第六十七集团军军史馆筹建办公室 编：《血火铸辉煌：陆军第六十七集团军军史馆介绍》，1996年